# Polhon
Polhon (en francès Pouillon) és un municipi francès situat al departament de les Landes i a la regió de la Nova Aquitània.

## Demografia
| 1962                                       | 1968  | 1975  | 1982  | 1990  | 1999  | 2007  |
| ------------------------------------------ | ----- | ----- | ----- | ----- | ----- | ----- |
| 2.502                                      | 2.450 | 2.425 | 2.477 | 2.596 | 2.685 | 2.782 |
| Des de 1962: població sense dobles comptes |       |       |       |       |       |       |

## Administració
| Període | Identitat   | Partit |
| ------- | ----------- | ------ |
| 1989-   | Yves Lahoun | PCF    |

## Agermanaments
- Daroca